# Jean-Louis Aubrelicque
Jean-Louis Aubrelique est un homme politique français né le 7 avril 1814 à Roye (Somme) et décédé le 2 avril 1879 à Compiègne (Oise).
Receveur de l'enregistrement, il quitte ses fonctions en 1862 et se fait élire conseiller d'arrondissement, puis président de ce conseil. Il est maire et conseiller général de Compiègne de 1872 à 1878, et sénateur de l'Oise de 1876 à 1879. Il siège avec le groupe des "constitutionnels", républicains de droite.

## Sources
- « Jean-Louis Aubrelicque », dans Adolphe Robert et Gaston Cougny, Dictionnaire des parlementaires français, Edgar Bourloton, 1889-1891 [détail de l’édition]